# Тёпло-Огарёвский район
Тёпло-Огарёвский район — административно-территориальная единица (район) и муниципальное образование (муниципальный район) в Тульской области России.
Административный центр — посёлок городского типа (рабочий посёлок) Тёплое.

## География
Район расположен на юге Тульской области. Площадь 1014 км². Основные реки — Упа и её приток Уперта, Плава и Зуша, Ситова Меча и Красивая Меча.
В селе Раево находится самая высокая точка Среднерусской возвышенности — 293 м над уровнем моря.

## История
Район образован 23 июля 1924 года в результате районирования Крапивенского уезда Тульской губернии с центром в селе Огарёво.
В 1926 году уезды были упразднены, центр района переведен в село Тёплое.
В 1929 году в результате упразднения губерний район вошёл в состав Тульского округа Московской области, при этом к нему была присоединена часть упразднённого Новоникольского района. В результате к началу 1930 года в состав Тёпло-Огарёвского района входили следующие сельсоветы: Алексеевский, Андриановский, Анновский, Богатеевский, Больше-Огарёвский, Васильчиковский, Введенский, Волчье-Дубравский, Голохвостовский, Доробинский, Ивановский, Катеревский, Крюковский, Мало-Огарёвский, Мининский, Митропольский, Мосюковский, Моховский, Нарышкинский, Новосельский, Одинцовский, Озерский, Павловский, Петровский, Плесинский, Поганцевский, Покровский, Сергиевский, Серго-Ржавский, Спасский, Стрешневский, Суровский, Сухоручьевский, Теплинский и Фёдоровский.
10 декабря 1932 года из Богородицкого района в Тёпло-Огарёвский были переданы Алексеево-Телятинский, Колычевский и Лидинский сельсоветы.
21 февраля 1935 года из Тёпло-Огарёвского района в Липицкий были переданы Голохвастовский, Крюковский, Мининский, Моховский, Поганцевский и Сергиевский сельсоветы.
26 сентября 1937 года район вошёл в состав новообразованной Тульской области.
1 августа 1958 года к Тёпло-Огарёвскому району была присоединена часть территории упразднённого Липицкого района.
В 1963 году район был упразднён, а в 1965 году восстановлен.

## Население
| 1959    | 1970    | 1979    | 1989    | 2002    | 2009    | 2010    | 2011    | 2012    |
| ------- | ------- | ------- | ------- | ------- | ------- | ------- | ------- | ------- |
| 21 800  | ↘17 858 | ↘15 784 | ↘15 493 | ↘14 111 | ↘12 853 | ↘12 705 | ↘12 667 | ↘12 574 |
| 2013    | 2014    | 2015    | 2016    | 2017    | 2018    | 2019    | 2020    | 2021    |
| ↘12 498 | ↘12 461 | ↘12 440 | ↘12 309 | ↘12 166 | ↘12 049 | ↘11 989 | ↘11 915 | ↘11 227 |

### Урбанизация
- городское население (рабочий посёлок Тёплое) — 43.16 %
- сельское население — 56.84 %.

### Национальный состав
По итогам переписи населения 2020 года проживали следующие национальности (национальности менее 0,1 % и другое см. в сноске к строке «Другие»):
| Национальность | Численность, чел. | Доля     |
| -------------- | ----------------- | -------- |
| Русские        | 10 653            | 94,89 %  |
| Армяне         | 36                | 0,32 %   |
| Азербайджанцы  | 26                | 0,23 %   |
| Таджики        | 26                | 0,23 %   |
| Узбеки         | 23                | 0,20 %   |
| Украинцы       | 20                | 0,18 %   |
| Татары         | 15                | 0,13 %   |
| Даргинцы       | 13                | 0,12 %   |
| Другие         | 415               | 3,70 %   |
| Итого          | 11 227            | 100,00 % |

## Территориальное деление
Административно-территориальное устройство
Тёпло-Огарёвский район в рамках административно-территориального устройства включает 1 посёлок городского типа и 18 сельских округов:
| №     | Административно-территориальная единица | Код ОКАТО  | Население 2002 (чел.) | Соответствие сельскому поселению |
| ----- | --------------------------------------- | ---------- | --------------------- | -------------------------------- |
| 1e-06 | Посёлок городского типа:                |            |                       |                                  |
| 2e-06 | Тёплое                                  | 70 242 551 |                       |                                  |
| 3e-06 | Сельские округа:                        |            |                       |                                  |
| 1     | Алексеевский сельский округ             | 70 242 810 | 760                   | СП Волчье-Дубравское             |
| 2     | Больше-Огарёвский сельский округ        | 70 242 815 | 458                   | СП Волчье-Дубравское             |
| 3     | Волчье-Дубравский сельский округ        | 70 242 820 | 602                   | СП Волчье-Дубравское             |
| 4     | Горьковский сельский округ              | 70 242 825 | 747                   | СП Нарышкинское                  |
| 5     | Доробинский сельский округ              | 70 242 830 | 346                   | СП Волчье-Дубравское             |
| 6     | Ивановский сельский округ               | 70 242 835 | 308                   | СП Волчье-Дубравское             |
| 7     | Красногвардейский сельский округ        | 70 242 885 | 574                   | СП Нарышкинское                  |
| 8     | Крюковский сельский округ               | 70 242 855 | 382                   | СП Волчье-Дубравское             |
| 9     | Лидинский сельский округ                | 70 242 805 | 276                   | СП Нарышкинское                  |
| 10    | Мининский сельский округ                | 70 242 840 | 361                   | СП Волчье-Дубравское             |
| 11    | Мичуринский сельский округ              | 70 242 875 | 777                   | СП Волчье-Дубравское             |
| 12    | Мосюковский сельский округ              | 70 242 845 | 542                   | СП Нарышкинское                  |
| 13    | Нарышкинский сельский округ             | 70 242 850 | 799                   | СП Нарышкинское                  |
| 14    | Огарёвский сельский округ               | 70 242 860 | 324                   | СП Нарышкинское                  |
| 15    | Покровский сельский округ               | 70 242 865 | 462                   | СП Волчье-Дубравское             |
| 16    | Северный сельский округ                 | 70 242 870 | 429                   | СП Нарышкинское                  |
| 17    | Стрешневский сельский округ             | 70 242 880 | 278                   | СП Волчье-Дубравское             |
| 18    | Троекуровский сельский округ            | 70 242 882 | 229                   | СП Волчье-Дубравское             |

Муниципальное устройство
В муниципальный район, в рамках организации местного самоуправления, входят три муниципальных образования, в том числе одно городское и два сельских поселения:
| №        | Муниципальное образование | Административный центр | Количество населённых пунктов | Население | Площадь, км2 |
| -------- | ------------------------- | ---------------------- | ----------------------------- | --------- | ------------ |
| 1e-06    | Городское поселение:      |                        |                               |           |              |
| 1        | рабочий посёлок Тёплое    | рабочий посёлок Тёплое | 1                             | ↘4846     | 12,48        |
| 1.000002 | Сельские поселения:       |                        |                               |           |              |
| 2        | Волчье-Дубравское         | село Волчья Дубрава    | 71                            | ↘3411     | 471,82       |
| 3        | Нарышкинское              | посёлок Механизаторов  | 40                            | ↘2970     | 529,78       |

В 2006 году в муниципальном районе были созданы одно городское и пять сельских поселений. В 2013 году были упразднены сельские поселения Красногвардейское (включено в Нарышкинское), Алексеевское и Покровское (включены в Волчье-Дубравское).

## Населённые пункты
В Тёпло-Огарёвском районе один рабочий посёлок и 111 сельских населённых пунктов.
| №   | Населённый пункт          | Тип             | Население (чел.) | Муниципальное образование | Сельский округ    |
| --- | ------------------------- | --------------- | ---------------- | ------------------------- | ----------------- |
| 1   | Тёплое                    | рабочий посёлок | ↘4846            | р. п. Тёплое              |                   |
| 2   | Аксаково                  | деревня         | 12               | Волчье-Дубравское         | Больше-Огарёвский |
| 3   | Александровка             | деревня         | 16               | Нарышкинское              | Красногвардейский |
| 4   | Алексеевка                | деревня         | ↘87              | Нарышкинское              | Лидинский         |
| 5   | Алексеевка                | деревня         | 17               | Нарышкинское              | Нарышкинский      |
| 6   | Алексеевское 1-е          | село            | 16               | Волчье-Дубравское         | Алексеевский      |
| 7   | Алексеевское 2-е          | село            | 3                | Волчье-Дубравское         | Алексеевский      |
| 8   | Алексеевское 3-е          | село            | 0                | Волчье-Дубравское         | Алексеевский      |
| 9   | Андреевка                 | деревня         | ↘107             | Нарышкинское              | Мосюковский       |
| 10  | Анненково                 | деревня         | 2                | Волчье-Дубравское         | Крюковский        |
| 11  | Анновка                   | деревня         | 0                | Нарышкинское              | Северный          |
| 12  | Арсеньево                 | деревня         | 10               | Волчье-Дубравское         | Больше-Огарёвский |
| 13  | Березовка                 | деревня         | 8                | Волчье-Дубравское         | Больше-Огарёвский |
| 14  | Бирюлевка                 | деревня         | 7                | Волчье-Дубравское         | Ивановский        |
| 15  | Большая Красавка          | деревня         | 8                | Нарышкинское              | Горьковский       |
| 16  | Большое Минино            | деревня         | ↗310             | Волчье-Дубравское         | Мининский         |
| 17  | Большое Огарёво           | село            | ↘244             | Волчье-Дубравское         | Больше-Огарёвский |
| 18  | Борисовка                 | деревня         | 17               | Волчье-Дубравское         | Больше-Огарёвский |
| 19  | Бродиловка                | деревня         | ↗210             | Волчье-Дубравское         | Ивановский        |
| 20  | Варваринка                | деревня         | 27               | Нарышкинское              | Нарышкинский      |
| 21  | Варваринский              | посёлок         | 3                | Нарышкинское              | Горьковский       |
| 22  | Васильчиково              | деревня         | 15               | Волчье-Дубравское         | Больше-Огарёвский |
| 23  | Введенка                  | деревня         | 4                | Волчье-Дубравское         | Волчье-Дубравский |
| 24  | Владимирское Товарищество | деревня         | 3                | Нарышкинское              | Мосюковский       |
| 25  | Волчья Дубрава            | село            | ↘438             | Волчье-Дубравское         | Волчье-Дубравский |
| 26  | Воронцовка                | деревня         | 36               | Нарышкинское              | Мосюковский       |
| 27  | Голохвастово              | деревня         | 0                | Волчье-Дубравское         | Крюковский        |
| 28  | Горьковский               | посёлок         | ↗488             | Нарышкинское              | Горьковский       |
| 29  | Грановка                  | деревня         | 6                | Волчье-Дубравское         | Волчье-Дубравский |
| 30  | Гремучий                  | посёлок         | 2                | Волчье-Дубравское         | Больше-Огарёвский |
| 31  | Дегтярка                  | деревня         | 17               | Волчье-Дубравское         | Доробинский       |
| 32  | Дикополье                 | деревня         | 18               | Волчье-Дубравское         | Волчье-Дубравский |
| 33  | Доробин-Колодезь          | деревня         | 11               | Волчье-Дубравское         | Волчье-Дубравский |
| 34  | Доробино                  | деревня         | ↗266             | Волчье-Дубравское         | Доробинский       |
| 35  | Елашка                    | деревня         | 0                | Волчье-Дубравское         | Троекуровский     |
| 36  | Елизаветино               | деревня         | 0                | Нарышкинское              | Мосюковский       |
| 37  | Ерхово                    | деревня         | 2                | Волчье-Дубравское         | Мининский         |
| 38  | Западное Усово            | деревня         | 1                | Волчье-Дубравское         | Мининский         |
| 39  | Зареченка                 | деревня         | 14               | Волчье-Дубравское         | Ивановский        |
| 40  | Заречье                   | деревня         | 0                | Волчье-Дубравское         | Мининский         |
| 41  | Иваново-Трещево           | деревня         | 0                | Волчье-Дубравское         | Мининский         |
| 42  | Ивановские Выселки        | посёлок         | 4                | Волчье-Дубравское         | Ивановский        |
| 43  | Ивановские Дворики        | посёлок         | 20               | Волчье-Дубравское         | Ивановский        |
| 44  | Ивановское                | село            | 10               | Волчье-Дубравское         | Ивановский        |
| 45  | Ионовка                   | деревня         | 6                | Волчье-Дубравское         | Больше-Огарёвский |
| 46  | Казанское                 | село            | 1                | Волчье-Дубравское         | Доробинский       |
| 47  | Карамышево                | деревня         | 1                | Волчье-Дубравское         | Стрешневский      |
| 48  | Карцево                   | деревня         | 16               | Волчье-Дубравское         | Троекуровский     |
| 49  | Катерево                  | деревня         | 17               | Нарышкинское              | Нарышкинский      |
| 50  | Качан                     | деревня         | 5                | Волчье-Дубравское         | Больше-Огарёвский |
| 51  | Качановка                 | деревня         | 4                | Нарышкинское              | Нарышкинский      |
| 52  | Кировский                 | посёлок         | ↘279             | Волчье-Дубравское         | Покровский        |
| 53  | Коноплино                 | деревня         | 19               | Волчье-Дубравское         | Больше-Огарёвский |
| 54  | Красногвардеец            | посёлок         | ↘431             | Нарышкинское              | Красногвардейский |
| 55  | Красное                   | деревня         | 6                | Волчье-Дубравское         | Покровский        |
| 56  | Крюковка 1                | деревня         | ↘199             | Волчье-Дубравское         | Крюковский        |
| 57  | Крюковка 2                | деревня         | →127             | Волчье-Дубравское         | Крюковский        |
| 58  | Лидинка                   | деревня         | 7                | Нарышкинское              | Лидинский         |
| 59  | Ломовский                 | посёлок         | 6                | Нарышкинское              | Красногвардейский |
| 60  | Лосяково                  | посёлок         | 0                | Волчье-Дубравское         | Мининский         |
| 61  | Малая Красавка            | деревня         | 5                | Нарышкинское              | Горьковский       |
| 62  | Малая Огарёвка            | деревня         | ↗290             | Нарышкинское              | Огарёвский        |
| 63  | Марьино                   | деревня         | ↘103             | Нарышкинское              | Горьковский       |
| 64  | Механизаторов             | посёлок         | ↗496             | Нарышкинское              | Нарышкинский      |
| 65  | Мичуринский               | посёлок         | ↗606             | Волчье-Дубравское         | Мичуринский       |
| 66  | Мосюковка                 | деревня         | ↘294             | Нарышкинское              | Мосюковский       |
| 67  | Нарышкино                 | село            | ↗175             | Нарышкинское              | Нарышкинский      |
| 68  | Новоселки                 | деревня         | 40               | Нарышкинское              | Нарышкинский      |
| 69  | Ображки                   | деревня         | 4                | Волчье-Дубравское         | Покровский        |
| 70  | Огарёво                   | посёлок станции | 2                | Нарышкинское              | Красногвардейский |
| 71  | Одинцово                  | деревня         | 2                | Волчье-Дубравское         | Ивановский        |
| 72  | Озерки                    | деревня         | ↘80              | Нарышкинское              | Лидинский         |
| 73  | Озерно                    | деревня         | 5                | Волчье-Дубравское         | Мичуринский       |
| 74  | Озерские Выселки          | деревня         | 0                | Волчье-Дубравское         | Крюковский        |
| 75  | Ольгино                   | деревня         | 0                | Нарышкинское              | Горьковский       |
| 76  | Павловка                  | деревня         | 0                | Нарышкинское              | Северный          |
| 77  | Первомайский              | посёлок         | 0                | Волчье-Дубравское         | Крюковский        |
| 78  | Петровский Хутор          | деревня         | ↘44              | Волчье-Дубравское         | Мичуринский       |
| 79  | Петровское                | деревня         | 9                | Нарышкинское              | Горьковский       |
| 80  | Плесы                     | деревня         | 19               | Нарышкинское              | Огаревский        |
| 81  | Победа                    | посёлок         | ↘100             | Волчье-Дубравское         | Мичуринский       |
| 82  | Подлесное                 | деревня         | 5                | Нарышкинское              | Лидинский         |
| 83  | Поздняково                | деревня         | 0                | Волчье-Дубравское         | Ивановский        |
| 84  | Покровское 1-е            | село            | ↘15              | Волчье-Дубравское         | Покровский        |
| 85  | Покровское 2-е            | село            | ↘61              | Волчье-Дубравское         | Покровский        |
| 86  | Полибино                  | деревня         | 1                | Волчье-Дубравское         | Стрешневский      |
| 87  | Приволье                  | посёлок         | 17               | Нарышкинское              | Горьковский       |
| 88  | Пыжово 1-е                | деревня         | 0                | Волчье-Дубравское         | Алексеевский      |
| 89  | Пыжово 2-е                | деревня         | 0                | Волчье-Дубравское         | Алексеевский      |
| 90  | Пыжовский                 | посёлок         | 0                | Волчье-Дубравское         | Ивановский        |
| 91  | Раевка                    | деревня         | 13               | Нарышкинское              | Мосюковский       |
| 92  | Раево                     | село            | 3                | Волчье-Дубравское         | Крюковский        |
| 93  | Рублино                   | деревня         | 21               | Нарышкинское              | Мосюковский       |
| 94  | Северное Усово            | деревня         | 0                | Волчье-Дубравское         | Мининский         |
| 95  | Северный                  | посёлок         | ↘341             | Нарышкинское              | Северный          |
| 96  | Сергеевка                 | деревня         | 5                | Волчье-Дубравское         | Троекуровский     |
| 97  | Сергеево-Ржавка           | деревня         | 19               | Волчье-Дубравское         | Мичуринский       |
| 98  | Смирное                   | деревня         | 2                | Волчье-Дубравское         | Покровский        |
| 99  | Спасское                  | село            | 28               | Волчье-Дубравское         | Доробинский       |
| 100 | Спасское-Дурново          | деревня         | 6                | Волчье-Дубравское         | Мининский         |
| 101 | Стрешнево                 | деревня         | ↘246             | Волчье-Дубравское         | Стрешневский      |
| 102 | Суры                      | деревня         | 4                | Нарышкинское              | Северный          |
| 103 | Сухой Ручей               | деревня         | 5                | Нарышкинское              | Нарышкинский      |
| 104 | Татищево                  | деревня         | 11               | Волчье-Дубравское         | Доробинский       |
| 105 | Титовка                   | деревня         | 14               | Волчье-Дубравское         | Больше-Огарёвский |
| 106 | Троекурово                | деревня         | ↘148             | Волчье-Дубравское         | Троекуровский     |
| 107 | Успенское                 | село            | 8                | Нарышкинское              | Красногвардейский |
| 108 | Федоровка                 | деревня         | 7                | Волчье-Дубравское         | Покровский        |
| 109 | Хомутовка                 | деревня         | ↗117             | Нарышкинское              | Горьковский       |
| 110 | Центральный               | посёлок         | ↘624             | Волчье-Дубравское         | Алексеевский      |
| 111 | Цыгановка                 | деревня         | 8                | Нарышкинское              | Северный          |
| 112 | Яковлево                  | деревня         | 4                | Волчье-Дубравское         | Волчье-Дубравский |

Упразднённые населённые пункты:
- 1986 год — деревня Богатеево-Богданово Красногвардейского сельсовета[37].

## Транспорт
Через район проходят автомобильные дороги местного значения, связывающие Тёплое с другими районными центрами области.

## Туризм
В Тёпло-Огарёвском районе имеется потенциал для становления и развития туризма. В районе нет гостиницы, есть три кафе.
В силу особенностей своего положения на Среднерусской возвышенности Тёпло-Огарёвский район является местом дивного мира природы средней полосы России. В сёлах района на момент образования района насчитывалось 15 церквей. В 1988 году приводились следующие сведения: «На данный момент 8 церквей (из 15) исчезли полностью, 7 находятся в различной степени сохранности (большинство полуразрушены или сохранились в руинах)». На территории района имеются две действующие церкви, включённые в реестр памятников Тульской области: Свято-Иверский храм в п. Тёплое и Свято-Успенский храм в с. Нарышкино.
В селе Нарышкино есть Святой источник Святителя Николая. Вода источника имеет уникальный состав, в ней мало солей и она кристально прозрачна. Но главное в ней то, что она обладает огромной целительной силой.
Сохранившийся потенциал традиционной материальной культуры является предпосылкой создания познавательных, духовно-исторических, спортивных, экологических туров духовно-исторической направленности для туристов.
- Свято-Иверский храм п. Тёплое
- Храм Успения Божьей матери с. Нарышкино
- Святой источник Святителя Николая с. Нарышкино

## Промышленность
В поселке имеется мясоперерабатывающий завод ООО"Город мастеров", являющийся градообразующим. До 2000-х годов действовали также: два молочных комбината (один действующий), консервный завод. Активно в регионе развивается фермерство и аграрная промышленность. Больший потенциал имеет производство зерновых.

## Известные уроженцы
- Буйнов, Николай Васильевич (1923—1977) — советский офицер, участник Великой Отечественной войны, Герой Советского Союза (1945). Родился в деревне Крюковка.
- Данилов, Пётр Алексеевич (1915—1944) — советский офицер, участник Великой Отечественной войны, Герой Советского Союза (1944, посмертно). Родился в селе Малая Огарёвка.
- Зиновьев, Николай Иванович (1907—1987) — советский офицер, участник Великой Отечественной войны, Герой Советского Союза (1943). Родился в деревне Алексеевке.
- Кузнецов, Тихон Петрович (1899—1968) — советский солдат, участник Великой Отечественной войны, Герой Советского Союза (1944). Родился в деревне Заволосово.
- Сёмин, Сергей Васильевич (1917—1943) — советский офицер, участник советско-финской и Великой Отечественной войн, Герой Советского Союза (1940). Родился в деревне Алексеевке.
- Попов, Василий Иванович (1925—1955) — советский солдат, участник Великой Отечественной войны, Герой Советского Союза (1945). Родился в деревне Плёсы.